# Tall Timber
Tall Timber är en amerikansk animerad kortfilm från 1928 med Kalle Kanin i huvudrollen.

## Handling
Kalle Kanin är ute i naturen och paddlar kanot. När han sedan bestämmer sig för att jaga änder råkar han skjuta hål på kanoten, varpå den sedan sänks. Han tar sig upp på land, men även där råkar han ut för faror. Han stöter bland annat på en björn, som han dock lyckas besegra.

## Om filmen
Filmen var från början tänkt att ha titeln Northwoods, men ändrades till slut till Tall Timber.
Filmen finns utgiven på DVD.